# Anion octanowy
Anion octanowy (CH3COO−) – anion powstający w wyniku oderwania atomu wodoru z kwasu octowego lub dysocjacji elektrolitycznej octanów.
Równanie dysocjacji kwasu octowego:
CH3COOH + H2O ⇌ CH3COO− + H
3O+

Anion octanowy, reagując z wodą w reakcji hydrolizy wytwarza odczyn zasadowy:
CH3COO− + H2O ⇌ CH3COOH + OH−